# 京急长泽站

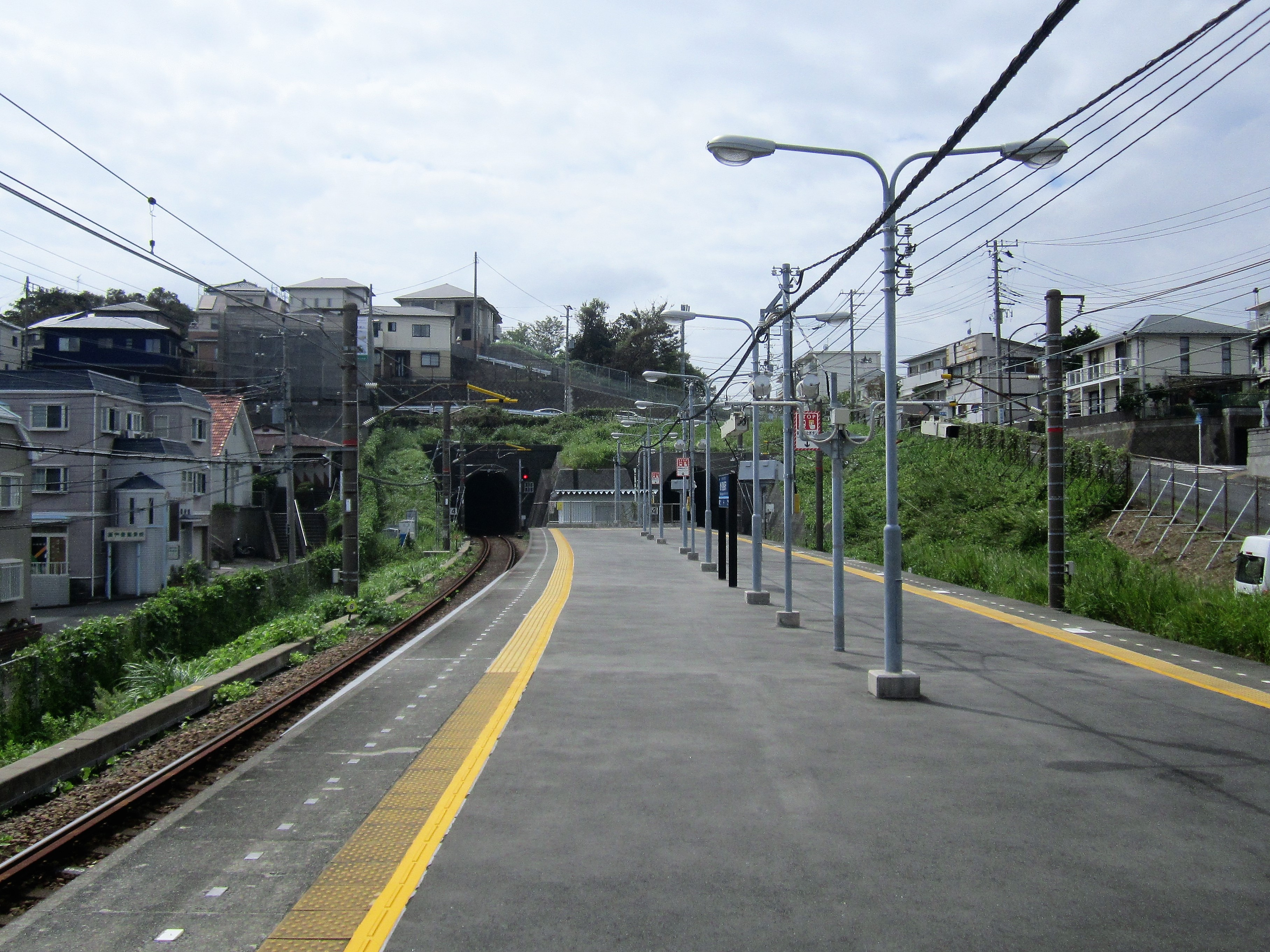
月台（2019年9月）

京急長澤站（日语：／ Keikyū-nagasawa eki */?）是位於日本神奈川縣橫須賀市，屬於京濱急行電鐵久里濱線的鐵路車站。車站編號是KK69。

## 歷史
- 1966年（昭和41年）3月27日 - 京滨長泽站啟用。
- 1987年（昭和62年）6月1日 - 改名為京急長泽站[2]。

## 車站結構
本站為擁有島式月台1面2線的高架車站。本站往YRP野比方向為單線，往津久井濱方向則為複線。上行電車出發後會立刻匯入下行軌道進入隧道。而上行線還有條往YRP野比方向的延伸線，在站內可見該線盡頭的止衝擋。本站的簡易自動廣播分別由1號線的關根正明，以及2號線的大原沙耶香配音。

### 月台配置
| 月台 | 路線     | 方向 | 目的地               |
| ---- | -------- | ---- | -------------------- |
| 1    | 久里濱線 | 下行 | 三浦海岸、三崎口方向 |
| 2    | 久里濱線 | 上行 | 橫濱、品川方向       |

## 使用情況
2016年度1日平均上下車人次為7,264人，京急線全部72個車站當中排行第63位。
近年1日平均上下車人次與上車人次的推移如下表。
| 年度               | 1日平均 上下車人次 | 1日平均 上車人次 | 來源     |
| ------------------ | ------------------ | ---------------- | -------- |
| 1995年（平成07年） |                    | 4,297            | [ * 1 ]  |
| 1998年（平成10年） |                    | 4,043            | [ * 2 ]  |
| 1999年（平成11年） |                    | 4,143            | [ * 3 ]  |
| 2000年（平成12年） |                    | 4,111            | [ * 3 ]  |
| 2001年（平成13年） |                    | 4,069            | [ * 4 ]  |
| 2002年（平成14年） | 8,199              | 4,020            | [ * 5 ]  |
| 2003年（平成15年） | 8,210              | 3,981            | [ * 6 ]  |
| 2004年（平成16年） | 8,073              | 3,913            | [ * 7 ]  |
| 2005年（平成17年） | 8,052              | 3,918            | [ * 8 ]  |
| 2006年（平成18年） | 7,991              | 3,884            | [ * 9 ]  |
| 2007年（平成19年） | 7,881              | 3,864            | [ * 10 ] |
| 2008年（平成20年） | 7,853              | 3,880            | [ * 11 ] |
| 2009年（平成21年） | 7,764              | 3,836            | [ * 12 ] |
| 2010年（平成22年） | 7,678              | 3,795            | [ * 13 ] |
| 2011年（平成23年） | 7,482              | 3,691            | [ * 14 ] |
| 2012年（平成24年） | 7,354              | 3,635            | [ * 15 ] |
| 2013年（平成25年） | 7,370              | 3,640            | [ * 16 ] |
| 2014年（平成26年） | 7,260              | 3,590            | [ * 17 ] |
| 2015年（平成27年） | 7,331              | 3,621            | [ * 18 ] |
| 2016年（平成28年） | 7,264              |                  |          |

## 車站周邊
本站位於橫須賀市東南部。車站往南便是三浦海岸（狹義上為北下浦海岸）與面對東京灣入口浦賀水道的金田灣，北側則是三浦丘陵群山。
站前是小型商店街。山側有住宅團地（湘南長澤Green Heights），再往前則是廣大的農地與山林。海側為住宅區。本站沒有巴士停靠。
另外，本站也是往武山的登山路線口之一。
- 長澤Sunlive（サンリヴ）商店街
- 湘南信用金庫（日语：湘南信用金庫）長澤支店
- A・コープ長澤店
- 北下浦郵便局
- 橫須賀市役所北下浦行政中心
- 北下浦市民廣場
- 橫須賀市立北下浦小學校（日语：横須賀市立北下浦小学校）
- 橫須賀市立北下浦中學校（日语：横須賀市立北下浦中学校）
- 橫須賀市立津久井小學校（日语：横須賀市立津久井小学校）
- 長岡半太郎紀念館、若山牧水資料館
- 湘南長澤Green Heights（グリーンハイツ）
- 國道134號（北下浦海岸通）
- 長澤公園
- 長澤村岡公園
- 橫須賀長澤基督教會
- 久里濱靈園

## 相鄰車站
京濱急行電鐵
■久里濱線
□京急翼號、■快特、■特急（金澤文庫站以北為快特）、■特急
YRP野比（KK68）－京急長澤（KK69）－津久井濱（KK70）

## 外部連結
- 京急长泽站（各站資訊） - 京濱急行電鐵